# كريستيان بيرس
كريستيان بيرس (بالإنجليزية: Krystian Pearce)‏ (5 يناير 1990 ببرمنغهام في المملكة المتحدة - ) هو لاعب كرة قدم بريطاني في مركز قلب الدفاع. شارك مع منتخب إنجلترا تحت 17 سنة لكرة القدم ومنتخب إنجلترا تحت 19 سنة لكرة القدم. أما مع النوادي، فقد لعب مع برمنغهام سيتي وبورت فايل وسكونثورب يونايتد ونادي بارنت ونوتس كاونتي وهدرسفيلد تاون ونادي مانسفيلد تاون ونادي بيتربورو يونايتد ونادي توركي يونايتد.

## وصلات خارجية
- كريستيان بيرس على موقع قاعدة بيانات كرة القدم.إي يو (الإنجليزية)
- كريستيان بيرس على موقع ناشيونال فوتبول تيمز (الإنجليزية)
- كريستيان بيرس على موقع Soccerbase.com (لاعب) (الإنجليزية)
- كريستيان بيرس على موقع Soccerway.com (الإنجليزية)
- كريستيان بيرس على موقع عالم كرة القدم.نت (الإنجليزية)